# اتحاد أمريكا الوسطى (1921-1922)
اتحاد أمريكا الوسطى (بالإسبانية: Federación de Centro América)  ;كانت جمهورية فيدرالية قصيرة العمر كانت موجودة في أمريكا الوسطى بين عامي 1921 و1922. وكان الاتحاد يتألف من دول أمريكا الوسطى السلفادور وغواتيمالا وهندوراس.
صاغت وفود من كوستاريكا والسلفادور وغواتيمالا وهندوراس ونيكاراغوا ميثاق اتحاد أمريكا الوسطى في يناير 1921، ووقّعت الدول الأربع الأولى على الميثاق؛ ورفضت نيكاراغوا التوقيع عليه لتعارضه مع معاهدة برايان-تشامورو التي أبرمتها مع الولايات المتحدة . وبحلول 6 أبريل 1921، صادقت السلفادور وغواتيمالا وهندوراس على الميثاق، مؤسِّسةً رسميًا اتحاد أمريكا الوسطى. رفضت كوستاريكا الميثاق في يونيو 1921 ولم تنضم إليه قط. صُدِّق على دستور الاتحاد في 9 سبتمبر 1921. حُلّ الاتحاد في يناير 1922 بعد الإطاحة بالحكومة الغواتيمالية في الشهر السابق.
في 15 سبتمبر 1821، أعلنت أمريكا الوسطى استقلالها عن الإمبراطورية الإسبانية ، وفي عام 1823، أسست جمهورية أمريكا الوسطى الاتحادية . تألفت الجمهورية الاتحادية من خمسة أعضاء: كوستاريكا والسلفادور وغواتيمالا وهندوراس ونيكاراغوا .  انهارت الجمهورية الاتحادية بين عامي 1838 و1841 عندما أعلن جميع أعضائها استقلالهم.   منذ انهيار جمهورية أمريكا الوسطى الاتحادية، حاول أعضاؤها السابقون استعادتها في عدة مناسبات بما في ذلك خلال القرن التاسع عشر، لكن جميع المحاولات باءت بالفشل في النهاية.  
1. ↑  Tipografía Nacional 1921، صفحة 53.
2. ↑  Sanz y Tovar 1950، صفحات 119 & 121.
3. ↑  Sanz y Tovar 1950، صفحات 123–124.
4. ↑  Thomas 1952، صفحة 862.
5. ↑  Thomas 1952، صفحات 863–868.
6. ↑  Bernal Ramírez & Quijano de Batres 2009، صفحة 77.